# Konrad von Hirscheck

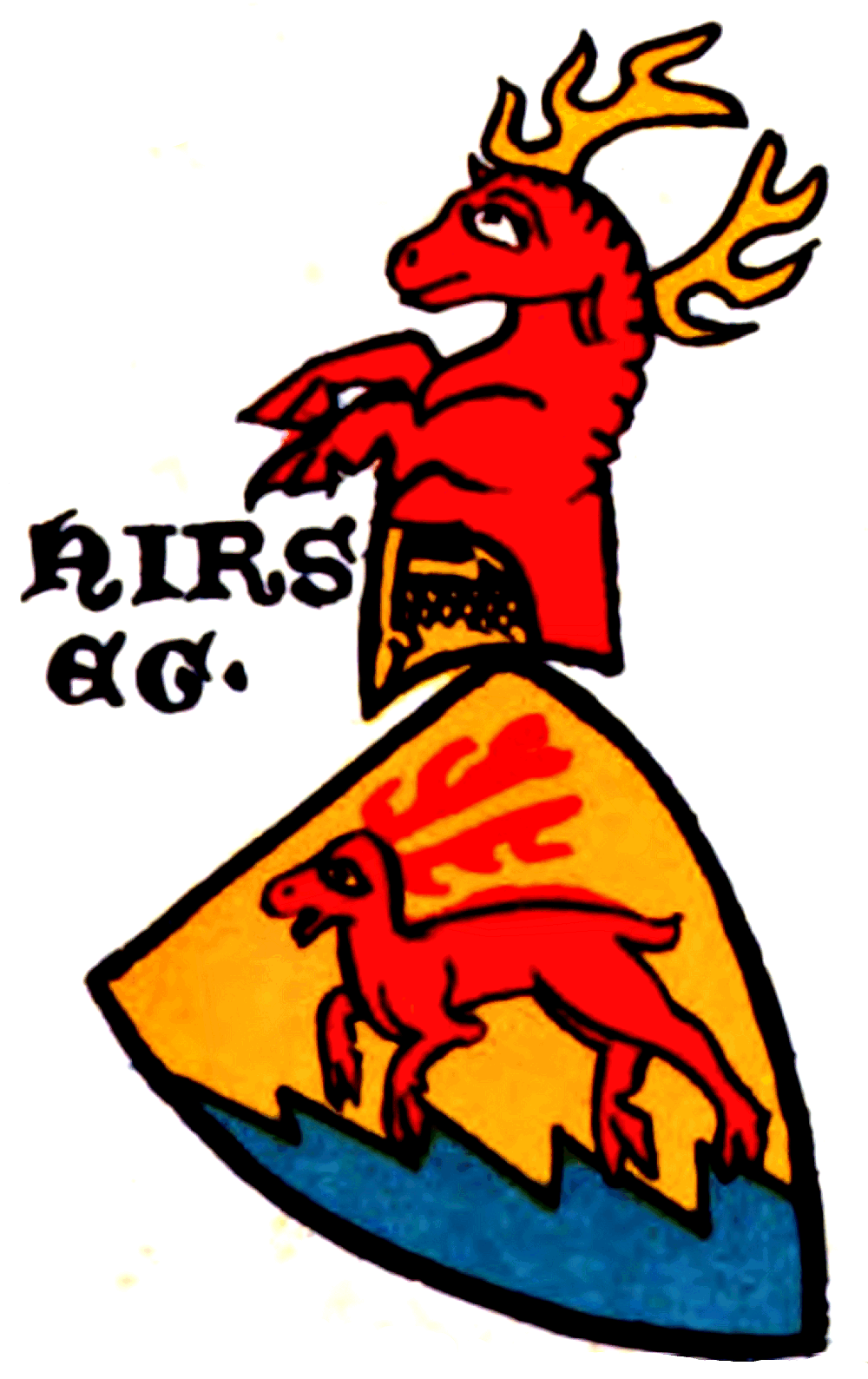
Wappen der Herren von Hirschegg, Zürcher Wappenrolle, ca. 1330

Konrad von Hirscheck, auch Konrad von Hirschegg († 24. Oktober 1167 in Augsburg) war ein deutscher Bischof in Augsburg von 1152 bis 1167. Dieser stammte von der Adelsfamilie First ab, die auf der Burg Hirschegg bei Eichstegen ansässig war. 
Vor der Wahl zum Bischof war Konrad von Hirscheck Diakon am Konstanzer Dom und gründete später um das Jahr 1160 das Kloster Heilig Kreuz in Augsburg. Da der Bischof auch das Amt des Stadtherren innehatte, wurde ihm im Jahr 1156 die Stadtrechtsurkunde von Friedrich Barbarossa übergeben. Dabei handelt es sich um das zweitälteste schriftlich festgehaltene deutsche Stadtrecht. Bei der Säkularisation gelangte das Dokument in bayerischen Staatsbesitz und wird heute im Staatsarchiv Augsburg (Bestand: Hochstift Augsburg Urkunden) aufbewahrt.